# Stadionul Municipal (Drobeta-Turnu Severin)
Pour les articles homonymes, voir Stade municipal.
Le Stade municipal (roumain : Stadionul Municipal) est un stade omnisports situé à Drobeta-Turnu Severin en Roumanie d'une capacité de 19 128 places, étant l'un des plus grands stades de football de Roumanie. Le stade fut inauguré en 1977 et est aujourd'hui le domicile du CS Turnu Severin. Il fut également utilisé temporairement par l'Universitatea Craiova en 2010, puis par le Pandurii Târgu Jiu lors de la saison 2010/2011.
À partir de janvier 2009, le stade fut marqué par un procès de modernisation, ceci impliquant : le changement du gazon, la réhabilitation des tribunes, des vestiaires mais aussi la rénovation de la piste d'athlétisme.
Après cette rénovation complète de l'enceinte sportive, le stade remplissait désormais les conditions d'homologation de la FIFA.

## Événements
- 1er décembre 2009 : Inauguration officielle du Stadionul Municipal lors d'un match amical entre le FC Drobeta et l'Universitatea Craiova.

## Galerie

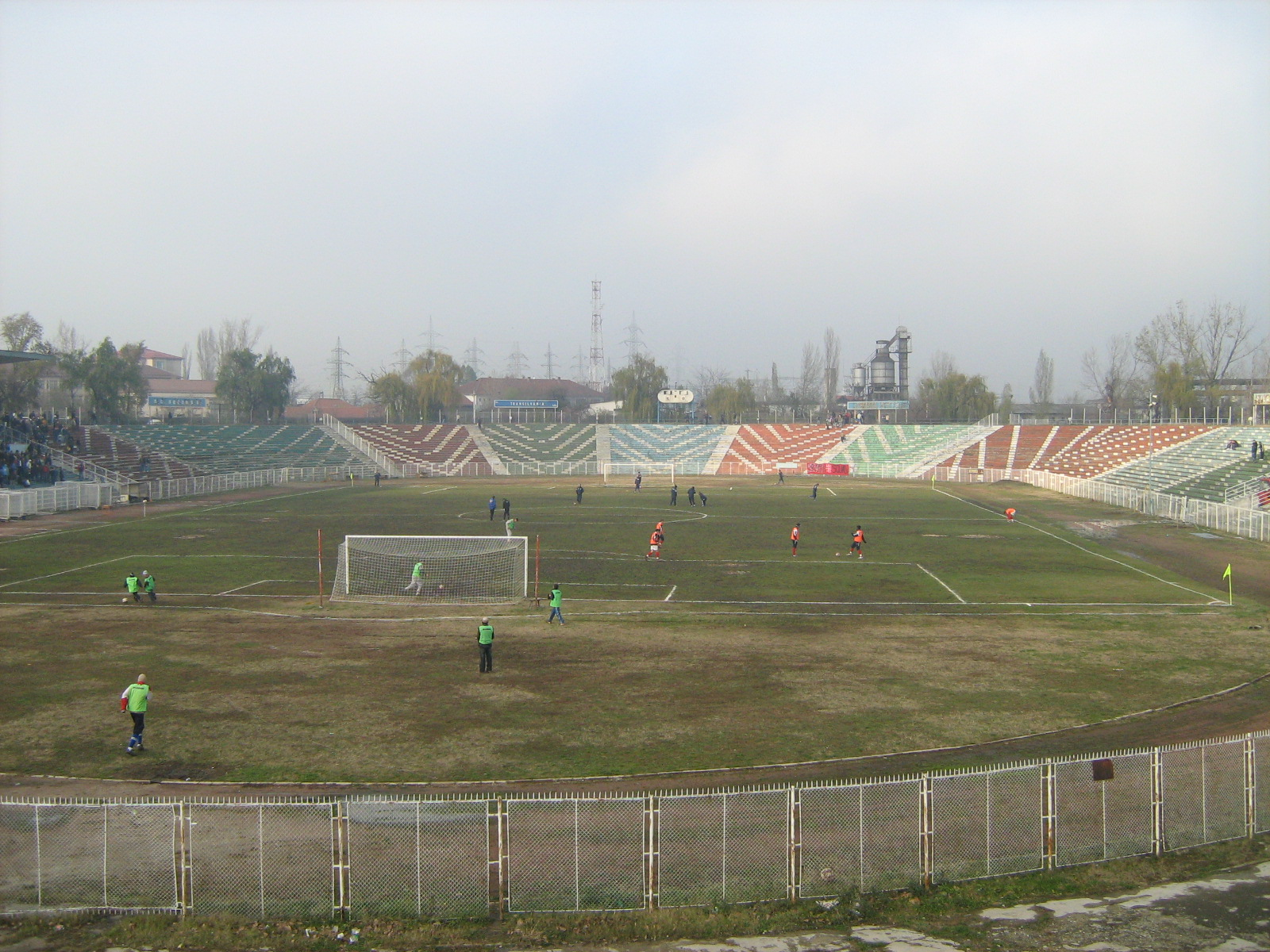
En 2007
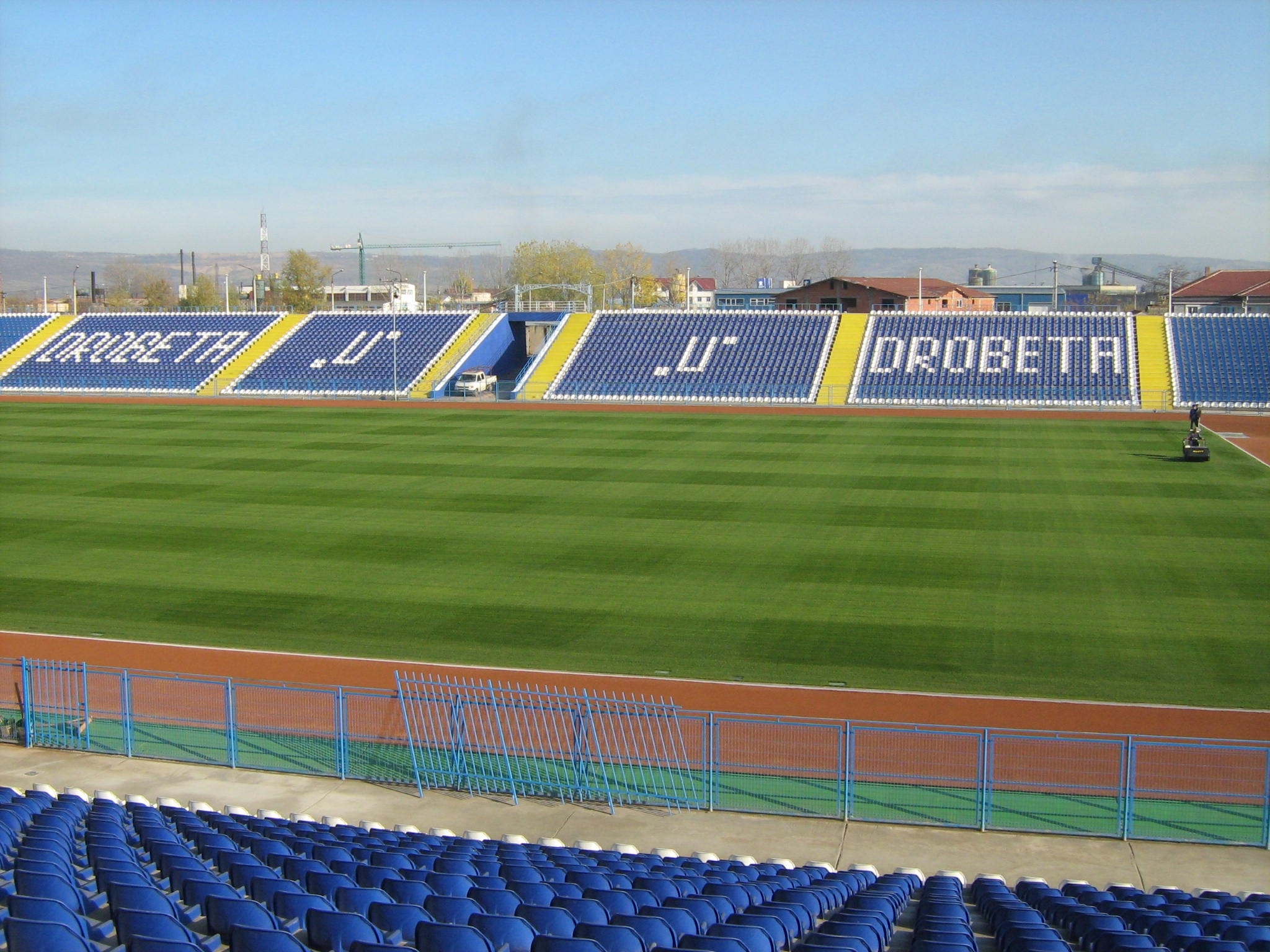
Après rénovation (2009)